# Élections municipales de 2021 dans Coaticook
Pour un article plus général, voir Élections municipales de 2021 en Estrie.
Cet article concerne les élections municipales de 2021 en Estrie dans la municipalité régionale de comté de Coaticook.

## Barnston-Ouest
|             | Élection (2017)                                                                          | Dissolution (2021)                                                                       | Élection (2021)                                                                        |
| Maire       | Johnny Piszar                                                                            | Johnny Piszar                                                                            | Johnny Piszar                                                                          |
| Conseillers | Yannick Fecteau Ziv Przytyk Virginie Ashby Normand Vigneau Julie Grenier Cynthia Ferland | Yannick Fecteau Ziv Przytyk Virginie Ashby Normand Vigneau Julie Grenier Cynthia Ferland | Lucie Michaud Ziv Przytyk Virginie Ashby Normand Vigneau Julie Grenier Cynthia Ferland |

| Candidats pour la mairie | Vote            | %               |
| ------------------------ | --------------- | --------------- |
| Johnny Piszar (Sortant)  | Sans opposition | Sans opposition |

| Candidats conseiller #1 | Vote            | %               |
| ----------------------- | --------------- | --------------- |
| Lucie Michaud           | Sans opposition | Sans opposition |

| Candidats conseiller #2 | Vote            | %               |
| ----------------------- | --------------- | --------------- |
| Ziv Przytyk (Sortant)   | Sans opposition | Sans opposition |

| Candidats conseiller #3   | Vote            | %               |
| ------------------------- | --------------- | --------------- |
| Virginie Ashby (Sortante) | Sans opposition | Sans opposition |

| Candidats conseiller #4   | Vote            | %               |
| ------------------------- | --------------- | --------------- |
| Normand Vigneau (Sortant) | Sans opposition | Sans opposition |

| Candidats conseiller #5  | Vote            | %               |
| ------------------------ | --------------- | --------------- |
| Julie Grenier (Sortante) | Sans opposition | Sans opposition |

| Candidats conseiller #6    | Vote            | %               |
| -------------------------- | --------------- | --------------- |
| Cynthia Ferland (Sortante) | Sans opposition | Sans opposition |

## Coaticook
|             | Élection (2017)                                                                            | Dissolution (2021)                                                                         | Élection (2021)                                                                            |
| Maire       | Simon Madore                                                                               | Simon Madore                                                                               | Simon Madore                                                                               |
| Conseillers | Vincent Brochu Sylviane Ferland Guylaine Blouin Denis Hébert Gaétan Labelle Guy Jubinville | Vincent Brochu Sylviane Ferland Guylaine Blouin Denis Hébert Gaétan Labelle Guy Jubinville | Vincent Brochu Sylviane Ferland Guylaine Blouin Denis Hébert Gaétan Labelle Guy Jubinville |

| Candidats pour la mairie | Vote            | %               |
| ------------------------ | --------------- | --------------- |
| Simon Madore (Sortant)   | Sans opposition | Sans opposition |

| Candidats conseiller #1  | Vote            | %               |
| ------------------------ | --------------- | --------------- |
| Vincent Brochu (Sortant) | Sans opposition | Sans opposition |

| Candidats conseiller #2     | Vote            | %               |
| --------------------------- | --------------- | --------------- |
| Sylviane Ferland (Sortante) | Sans opposition | Sans opposition |

| Candidats conseiller #3    | Vote            | %               |
| -------------------------- | --------------- | --------------- |
| Guylaine Blouin (Sortante) | Sans opposition | Sans opposition |

| Candidats conseiller #4 | Vote            | %               |
| ----------------------- | --------------- | --------------- |
| Denis Hébert (Sortant)  | Sans opposition | Sans opposition |

| Candidats conseiller #5  | Vote            | %               |
| ------------------------ | --------------- | --------------- |
| Gaétan Labelle (Sortant) | Sans opposition | Sans opposition |

| Candidats conseiller #6  | Vote | %     |
| ------------------------ | ---- | ----- |
| Guy Jubinville (Sortant) | 704  | 55,17 |
| Mathieu Paquet-Roy       | 572  | 44,83 |

## Compton
|             | Élection (2017)                                                                                              | Dissolution (2021)                                                                                           | Élection (2021)                                                                                          |
| Maire       | Bernard Vanasse                                                                                              | Bernard Vanasse                                                                                              | Jean-Pierre Charuest                                                                                     |
| Conseillers | Sylvie Lemonde Danielle Lanciaux Jean-Pierre Charuest Marc-André Desrochers Benoît Bouthillette Réjean Mégré | Sylvie Lemonde Danielle Lanciaux Jean-Pierre Charuest Marc-André Desrochers Benoît Bouthillette Réjean Mégré | Sylvie Lemonde Patricia Sévigny Danielle Lanciaux Marc-André Desrochers Benoît Bouthillette Réjean Mégré |

| Taux de participation :                | Taux de participation :                | Taux de participation :                | Taux de participation :                | Taux de participation :                | 47,1 % |
| Nombre de votes valides :              | Nombre de votes valides :              | Nombre de votes valides :              | Nombre de votes valides :              | Nombre de votes valides :              | 1 184  |
| Nombre de votes rejetées à la mairie : | Nombre de votes rejetées à la mairie : | Nombre de votes rejetées à la mairie : | Nombre de votes rejetées à la mairie : | Nombre de votes rejetées à la mairie : | 6      |
| Nombre d'électeurs inscrits :          | Nombre d'électeurs inscrits :          | Nombre d'électeurs inscrits :          | Nombre d'électeurs inscrits :          | Nombre d'électeurs inscrits :          | 2 528  |

| Candidats pour la mairie                        | Vote | %     |
| ----------------------------------------------- | ---- | ----- |
| Jean-Pierre Charuest (Sortant d'un autre poste) | 711  | 60,05 |
| Luc Bourdon                                     | 410  | 34,63 |
| Denis Loubier                                   | 63   | 5,32  |

| Candidats district #1 - Louis-S.-St-Laurent | Vote            | %               |
| ------------------------------------------- | --------------- | --------------- |
| Sylvie Lemonde (Sortante)                   | Sans opposition | Sans opposition |

| Candidats district #2 - Rivière Moe | Vote            | %               |
| ----------------------------------- | --------------- | --------------- |
| Patricia Sévigny                    | Sans opposition | Sans opposition |

| Candidats district #3 - Cochrane | Vote            | %               |
| -------------------------------- | --------------- | --------------- |
| Danielle Lanciaux (Sortante)     | Sans opposition | Sans opposition |

| Candidats district #4 - Rivière Coaticook | Vote            | %               |
| ----------------------------------------- | --------------- | --------------- |
| Marc-André Desrochers (Sortant)           | Sans opposition | Sans opposition |

| Candidats district #5 - Hatley | Vote            | %               |
| ------------------------------ | --------------- | --------------- |
| Benoît Bouthillette (Sortant)  | Sans opposition | Sans opposition |

| Candidats district #6 - Pomeroy | Vote            | %               |
| ------------------------------- | --------------- | --------------- |
| Réjean Mégré (Sortant)          | Sans opposition | Sans opposition |

## Dixville
|             | Élection (2017)                                                                                | Dissolution (2021)                                                                             | Élection (2021)                                                                               |
| Maire       | Françoise Bouchard                                                                             | Françoise Bouchard                                                                             | Françoise Bouchard                                                                            |
| Conseillers | Teddy Chiasson Danielle Lamontagne Sylvain Lavoie Roger Heath Fernando Sanchez Anthony Laroche | Teddy Chiasson Danielle Lamontagne Sylvain Lavoie Roger Heath Fernando Sanchez Anthony Laroche | Teddy Chiasson Danielle Lamontagne Peter Buzzell Roger Heath Fernando Sanchez Anthony Laroche |

| Candidats pour la mairie      | Vote            | %               |
| ----------------------------- | --------------- | --------------- |
| Françoise Bouchard (Sortante) | Sans opposition | Sans opposition |

| Candidats conseiller #1  | Vote            | %               |
| ------------------------ | --------------- | --------------- |
| Teddy Chiasson (Sortant) | Sans opposition | Sans opposition |

| Candidats conseiller #2        | Vote            | %               |
| ------------------------------ | --------------- | --------------- |
| Danielle Lamontagne (Sortante) | Sans opposition | Sans opposition |

| Candidats conseiller #3 | Vote | %     |
| ----------------------- | ---- | ----- |
| Peter Buzzell           | 96   | 69,57 |
| Christian Fontaine      | 42   | 30,43 |

| Candidats conseiller #4 | Vote            | %               |
| ----------------------- | --------------- | --------------- |
| Roger Heath (Sortant)   | Sans opposition | Sans opposition |

| Candidats conseiller #5    | Vote | %     |
| -------------------------- | ---- | ----- |
| Fernando Sanchez (Sortant) | 84   | 60,43 |
| Sophie Martineau-Dupont    | 55   | 39,57 |

| Candidats conseiller #6   | Vote            | %               |
| ------------------------- | --------------- | --------------- |
| Anthony Laroche (Sortant) | Sans opposition | Sans opposition |

- Démission de Danielle Lamontagne, conseillère #2, avant le 16 janvier 2023[1].

- Élection de Stéphane Cloutier au poste de conseiller #2 le 23 avril 2023[2].

| Candidats conseiller #2 | Vote      | %     |
| ----------------------- | --------- | ----- |
| Stéphane Cloutier       | 101       | 46,12 |
| Maryse Barrette         | 51        | 23,29 |
| Roger Joseph Le Blanc   | 39        | 17,81 |
| Pierre Quirion          | 18        | 8,22  |
| Sophie Martineau Dupon  | 7         | 3,20  |
| Mathieu Lavoie          | 3         | 1,37  |
| Bulletins rejetés       | 1         |       |
| Taux de participation   | 220 / 560 | 39,29 |

## East Hereford
|             | Élection (2017)                                                                               | Dissolution (2021)                                                                        | Élection (2021)                                                                         |
| Maire       | Marie-Ève Breton                                                                              | Benoit Lavoie                                                                             | Benoit Lavoie                                                                           |
| Conseillers | Nicole Bouchard Chantal Quirion Benoît Lavoie Aucune candidature Linda McDuff Isabelle Filion | Nicole Bouchard Normand Roy Benoît Lavoie Anick-Nadia Gauthier Arbour Linda McDuff Vacant | Linda McDuff Bernard Roy Aucune candidature Maryse Dubé Richard Dubé Aucune candidature |

| Candidats pour la mairie | Vote            | %               |
| ------------------------ | --------------- | --------------- |
| Benoit Lavoie (Sortant)  | Sans opposition | Sans opposition |

| Candidats conseiller #1                  | Vote            | %               |
| ---------------------------------------- | --------------- | --------------- |
| Linda McDuff (Sortante d'un autre poste) | Sans opposition | Sans opposition |

| Candidats conseiller #2 | Vote            | %               |
| ----------------------- | --------------- | --------------- |
| Bernard Roy             | Sans opposition | Sans opposition |

| Candidats conseiller #3 | Vote | % |
| ----------------------- | ---- | - |
| Aucune candidature      |      |   |

| Candidats conseiller #4 | Vote            | %               |
| ----------------------- | --------------- | --------------- |
| Maryse Dubé             | Sans opposition | Sans opposition |

| Candidats conseiller #5 | Vote            | %               |
| ----------------------- | --------------- | --------------- |
| Richard Dubé            | Sans opposition | Sans opposition |

| Candidats conseiller #6 | Vote | % |
| ----------------------- | ---- | - |
| Aucune candidature      |      |   |

- Entrée de Thierry Beloin au conseil à titre de conseiller #3 le 10 janvier 2022[3].

| Candidats conseiller #3 | Vote | %   |
| ----------------------- | ---- | --- |
| Thierry Beloin          | n/d  | n/d |

- Entrée d'André Nadeau au conseil à titre de conseiller #6 le 6 septembre 2022[4].

| Candidats conseiller #6 | Vote | %   |
| ----------------------- | ---- | --- |
| André Nadeau            | n/d  | n/d |

- Départ d'André Nadeau conseiller #6 avant le 6 novembre 2023[5].

- Élection sans opposition de Patrick Sweezey au poste de conseiller #6 le 10 décembre 2023[6].

| Candidats conseiller #6 | Vote            | %               |
| ----------------------- | --------------- | --------------- |
| Patrick Sweezey         | Sans opposition | Sans opposition |

## Martinville
|             | Élection (2017)                                                                               | Dissolution (2021)                                                                      | Élection (2021)                                                                             |
| Maire       | Réjean Masson                                                                                 | Réjean Masson                                                                           | Michel-Henri Goyette                                                                        |
| Conseillers | Catherine Viens Christine Paquet Sylvain Côté Michel-Henri Goyette Gaby Côté Patricia Gardner | Catherine Viens Christine Paquet Sylvain Côté Jonathan Henri Gaby Côté Patricia Gardner | Marie-Pierre Dubeau Christine Paquet Sylvain Côté Jonathan Henri Gaby Côté Patricia Gardner |

| Candidats pour la mairie | Vote            | %               |
| ------------------------ | --------------- | --------------- |
| Michel-Henri Goyette     | Sans opposition | Sans opposition |

| Candidats conseiller #1 | Vote            | %               |
| ----------------------- | --------------- | --------------- |
| Marie-Pierre Dubeau     | Sans opposition | Sans opposition |

| Candidats conseiller #2      | Vote            | %               |
| ---------------------------- | --------------- | --------------- |
| Christiane Paquet (Sortante) | Sans opposition | Sans opposition |

| Candidats conseiller #3 | Vote            | %               |
| ----------------------- | --------------- | --------------- |
| Sylvain Côté (Sortant)  | Sans opposition | Sans opposition |

| Candidats conseiller #4  | Vote            | %               |
| ------------------------ | --------------- | --------------- |
| Jonathan Henri (Sortant) | Sans opposition | Sans opposition |

| Candidats conseiller #5 | Vote            | %               |
| ----------------------- | --------------- | --------------- |
| Gaby Côté (Sortant)     | Sans opposition | Sans opposition |

| Candidats conseiller #6     | Vote            | %               |
| --------------------------- | --------------- | --------------- |
| Patricia Gardner (Sortante) | Sans opposition | Sans opposition |

- Démission de Jonathan Henri, conseiller #4, au début juin 2023[7].

- Élection de Ludovic Ellefsen au poste de conseiller #4 le 13 août 2023[8].

| Candidats conseiller #4 | Vote     | %     |
| ----------------------- | -------- | ----- |
| Ludovic Ellefsen        | 57       | 78,08 |
| Antoine Côté            | 16       | 21,92 |
| Bulletins rejetés       | 1        |       |
| Taux de participation   | 74 / 402 | 18,41 |

## Saint-Herménégilde
|             | Élection (2017)                                                                          | Dissolution (2021)                                                                       | Élection (2021)                                                                      |
| Maire       | Gérard Duteau                                                                            | Gérard Duteau                                                                            | Steve Lanciaux                                                                       |
| Conseillers | Réal Crête Sébastien Desgagnés Sylvie Fauteux Steve Lanciaux Robin Cotnoir Jeanne Dubois | Réal Crête Sébastien Desgagnés Sylvie Fauteux Steve Lanciaux Robin Cotnoir Jeanne Dubois | Robin Cotnoir Marie-Soleil Poulin Michel Fontaine Suzanne Lefrançois Mario St-Pierre |

| Taux de participation :                | Taux de participation :                | Taux de participation :                | Taux de participation :                | Taux de participation :                | 60,2 % |
| Nombre de votes valides :              | Nombre de votes valides :              | Nombre de votes valides :              | Nombre de votes valides :              | Nombre de votes valides :              | 359    |
| Nombre de votes rejetées à la mairie : | Nombre de votes rejetées à la mairie : | Nombre de votes rejetées à la mairie : | Nombre de votes rejetées à la mairie : | Nombre de votes rejetées à la mairie : | 8      |
| Nombre d'électeurs inscrits :          | Nombre d'électeurs inscrits :          | Nombre d'électeurs inscrits :          | Nombre d'électeurs inscrits :          | Nombre d'électeurs inscrits :          | 610    |

| Candidats pour la mairie                  | Vote | %     |
| ----------------------------------------- | ---- | ----- |
| Steve Lanciaux (Sortant d'un autre poste) | 235  | 65,46 |
| Réal Crête (Sortant d'un autre poste)     | 124  | 34,54 |

| Candidats conseiller #1                  | Vote            | %               |
| ---------------------------------------- | --------------- | --------------- |
| Robin Cotnoir (Sortant d'un autre poste) | Sans opposition | Sans opposition |

| Candidats conseiller #2 | Vote            | %               |
| ----------------------- | --------------- | --------------- |
| Marie-Soleil Poulin     | Sans opposition | Sans opposition |

| Candidats conseiller #3 | Vote            | %               |
| ----------------------- | --------------- | --------------- |
| Jean-Claude Daoust      | Sans opposition | Sans opposition |

| Candidats conseiller #4 | Vote            | %               |
| ----------------------- | --------------- | --------------- |
| Michel Fontaine         | Sans opposition | Sans opposition |

| Candidats conseiller #5 | Vote | %     |
| ----------------------- | ---- | ----- |
| Suzanne Lefrançois      | 193  | 54,83 |
| Lynwood Paulette        | 159  | 45,17 |

| Candidats conseiller #6 | Vote            | %               |
| ----------------------- | --------------- | --------------- |
| Mario St-Pierre         | Sans opposition | Sans opposition |

- Démission de Suzanne Lefrançois, conseillère #5, présentée lors de la séance du 16 janvier 2023[9].

- Élection de Simon Normandin au poste de conseiller #5 le 23 avril 2023[10].

| Candidats conseiller #5 | Vote      | %     |
| ----------------------- | --------- | ----- |
| Simon Normandin         | 74        | 60,16 |
| Bernard Thibeault       | 49        | 39,84 |
| Jean-Claude Rogel       | 0         | 0     |
| Bulletins rejetés       | 0         |       |
| Taux de participation   | 123 / 619 | 19,87 |

## Saint-Malo
|             | Élection (2017)                                                                   | Dissolution (2021) | Élection (2021)                                                                              |
| Maire       | Jacques Madore                                                                    | Benoit Roy         | Benoit Roy                                                                                   |
| Conseillers | Vacant Karine Montminy Marcel Blouin Lyse Chatelois Robert Fontaine Marc Fontaine |                    | Aucune candidature Karine Montminy Marcel Blouin Lyse Chatelois Krystelle Noël Marc Fontaine |

| Candidats pour la mairie | Vote            | %               |
| ------------------------ | --------------- | --------------- |
| Benoit Roy (Sortant)     | Sans opposition | Sans opposition |

| Candidats conseiller #1 | Vote | % |
| ----------------------- | ---- | - |
| Aucune candidature      |      |   |

| Candidats conseiller #2    | Vote            | %               |
| -------------------------- | --------------- | --------------- |
| Karine Montminy (Sortante) | Sans opposition | Sans opposition |

| Candidats conseiller #3 | Vote            | %               |
| ----------------------- | --------------- | --------------- |
| Marcel Blouin (Sortant) | Sans opposition | Sans opposition |

| Candidats conseiller #4  | Vote            | %               |
| ------------------------ | --------------- | --------------- |
| Lyse Chatelois (Sortant) | Sans opposition | Sans opposition |

| Candidats conseiller #5 | Vote            | %               |
| ----------------------- | --------------- | --------------- |
| Krystelle Noël          | Sans opposition | Sans opposition |

| Candidats conseiller #6 | Vote            | %               |
| ----------------------- | --------------- | --------------- |
| Marc Fontaine (Sortant) | Sans opposition | Sans opposition |

- Entrée au conseil de René Madore au poste de conseiller #1 dès la séance du 13 décembre 2021[11].

| Candidats conseiller #1 | Vote | %   |
| ----------------------- | ---- | --- |
| René Madore             | n/d  | n/d |

## Saint-Venant-de-Paquette
|             | Élection (2017)                                                                                              | Dissolution (2021)                                                                                        | Élection (2021)                                                                                      |
| Maire       | Henri Pariseau                                                                                               | Henri Pariseau                                                                                            | Henri Pariseau                                                                                       |
| Conseillers | Sophie Thibault Nathalie Lacasse Daniel Gendreau Jacinthe Thibeault Isabelle Loignon Marie-Andrée Vanzeveren | Luc Dallaire Nathalie Lacasse Daniel Gendreau Jacinthe Thibeault Isabelle Loignon Marie-Andrée Vanzeveren | Luc Dallaire Nathalie Lacasse Claude Desbiens Jacques Inkel Isabelle Loignon Marie-Andrée Vanzeveren |

| Candidats pour la mairie | Vote            | %               |
| ------------------------ | --------------- | --------------- |
| Henri Pariseau (Sortant) | Sans opposition | Sans opposition |

| Candidats conseiller #1 | Vote            | %               |
| ----------------------- | --------------- | --------------- |
| Luc Dallaire (Sortante) | Sans opposition | Sans opposition |

| Candidats conseiller #2     | Vote            | %               |
| --------------------------- | --------------- | --------------- |
| Nathalie Lacasse (Sortante) | Sans opposition | Sans opposition |

| Candidats conseiller #3 | Vote            | %               |
| ----------------------- | --------------- | --------------- |
| Claude Desbiens         | Sans opposition | Sans opposition |

| Candidats conseiller #4 | Vote            | %               |
| ----------------------- | --------------- | --------------- |
| Jacques Inkel           | Sans opposition | Sans opposition |

| Candidats conseiller #5     | Vote            | %               |
| --------------------------- | --------------- | --------------- |
| Isabelle Loignon (Sortante) | Sans opposition | Sans opposition |

| Candidats conseiller #6            | Vote            | %               |
| ---------------------------------- | --------------- | --------------- |
| Marie-Andrée Vanzeveren (Sortante) | Sans opposition | Sans opposition |

## Sainte-Edwidge-de-Clifton
|             | Élection (2017)                                                                        | Dissolution (2021)                                                                     | Élection (2021)                                                                             |
| Maire       | Bernard Marion                                                                         | Bernard Marion                                                                         | Bernard Marion                                                                              |
| Conseillers | Émilie Groleau Jacques Ménard Lyssa Paquette Yvon Desrosiers Line Gendron Éric Leclerc | Émilie Groleau Jacques Ménard Lyssa Paquette Yvon Desrosiers Line Gendron Éric Leclerc | Nicole Isabelle Benjamin Cousineau Lyssa Paquette Yvon Desrosiers Line Gendron Éric Leclerc |

| Candidats pour la mairie | Vote            | %               |
| ------------------------ | --------------- | --------------- |
| Bernard Marion (Sortant) | Sans opposition | Sans opposition |

| Candidats conseiller #1 | Vote            | %               |
| ----------------------- | --------------- | --------------- |
| Nicole Isabelle         | Sans opposition | Sans opposition |

| Candidats conseiller #2 | Vote            | %               |
| ----------------------- | --------------- | --------------- |
| Benjamin Cousineau      | Sans opposition | Sans opposition |

| Candidats conseiller #3   | Vote            | %               |
| ------------------------- | --------------- | --------------- |
| Lyssa Paquette (Sortante) | Sans opposition | Sans opposition |

| Candidats conseiller #4   | Vote            | %               |
| ------------------------- | --------------- | --------------- |
| Yvon Desrosiers (Sortant) | Sans opposition | Sans opposition |

| Candidats conseiller #5 | Vote            | %               |
| ----------------------- | --------------- | --------------- |
| Line Gendron (Sortante) | Sans opposition | Sans opposition |

| Candidats conseiller #6 | Vote            | %               |
| ----------------------- | --------------- | --------------- |
| Éric Leclerc (Sortant)  | Sans opposition | Sans opposition |

## Stanstead-Est
|             | Élection (2017)                                                                                    | Dissolution (2021)                                                                          | Élection (2021)                                                                                |
| Maire       | Gilbert Ferland                                                                                    | Gilbert Ferland                                                                             | Pamela B. Steen                                                                                |
| Conseillers | Mathieu Laliberté Pamela B. Steen Rock Simard Jean-Marie Lefebvre Annie Roberge William Carbonneau | Mathieu Laliberté Pamela B. Steen Rock Simard Jean-Marie Lefebvre Vacant William Carbonneau | Gilbert Ferland Mathieu Laliberté Rock Simard Jean-Marie Lefebvre Nancy Picard Daniel Laflèche |

| Candidats pour la mairie                    | Vote            | %               |
| ------------------------------------------- | --------------- | --------------- |
| Pamela B. Steen (Sortante d'un autre poste) | Sans opposition | Sans opposition |

| Candidats conseiller #1                    | Vote            | %               |
| ------------------------------------------ | --------------- | --------------- |
| Gilbert Ferland (Sortant d'un autre poste) | Sans opposition | Sans opposition |

| Candidats conseiller #2    | Vote | %     |
| -------------------------- | ---- | ----- |
| Martin Laliberté (Sortant) | 137  | 71,73 |
| Fernand Charron            | 54   | 28,27 |

| Candidats conseiller #3 | Vote            | %               |
| ----------------------- | --------------- | --------------- |
| Rock Simard (Sortant)   | Sans opposition | Sans opposition |

| Candidats conseiller #4       | Vote            | %               |
| ----------------------------- | --------------- | --------------- |
| Jean-Marie Lefebvre (Sortant) | Sans opposition | Sans opposition |

| Candidats conseiller #5 | Vote            | %               |
| ----------------------- | --------------- | --------------- |
| Nancy Picard            | Sans opposition | Sans opposition |

| Candidats conseiller #6 | Vote            | %               |
| ----------------------- | --------------- | --------------- |
| Daniel Laflèche         | Sans opposition | Sans opposition |

## Waterville
|             | Élection (2017)                                                                                | Dissolution (2021)                                                                                | Élection (2021)                                                                                   |
| Maire       | Nathalie Dupuis                                                                                | Nathalie Dupuis                                                                                   | Nathalie Dupuis                                                                                   |
| Conseillers | Philippe-David Blanchette Gaétan Lafond Karl Hunting Gordon Barnett René Couture Carole Chassé | Philippe-David Blanchette Gaétan Lafond Karl Hunting Gordon Barnett Véronique Blais Carole Chassé | Philippe-David Blanchette Gaétan Lafond Karl Hunting Gordon Barnett Véronique Blais René Bessette |

| Candidats pour la mairie   | Vote            | %               |
| -------------------------- | --------------- | --------------- |
| Nathalie Dupuis (Sortante) | Sans opposition | Sans opposition |

| Candidats conseiller #1             | Vote            | %               |
| ----------------------------------- | --------------- | --------------- |
| Philippe-David Blanchette (Sortant) | Sans opposition | Sans opposition |

| Candidats conseiller #2 | Vote            | %               |
| ----------------------- | --------------- | --------------- |
| Gaétan Lafond (Sortant) | Sans opposition | Sans opposition |

| Candidats conseiller #3 | Vote            | %               |
| ----------------------- | --------------- | --------------- |
| Karl Hunting (Sortant)  | Sans opposition | Sans opposition |

| Candidats conseiller #4  | Vote            | %               |
| ------------------------ | --------------- | --------------- |
| Gordon Barnett (Sortant) | Sans opposition | Sans opposition |

| Candidats conseiller #5    | Vote            | %               |
| -------------------------- | --------------- | --------------- |
| Véronique Blais (Sortante) | Sans opposition | Sans opposition |

| Candidats conseiller #6 | Vote | %     |
| ----------------------- | ---- | ----- |
| René Bessette           | 327  | 73,98 |
| Jonathan Baillargeon    | 115  | 26,02 |